# Stari Grad (Belgrad)

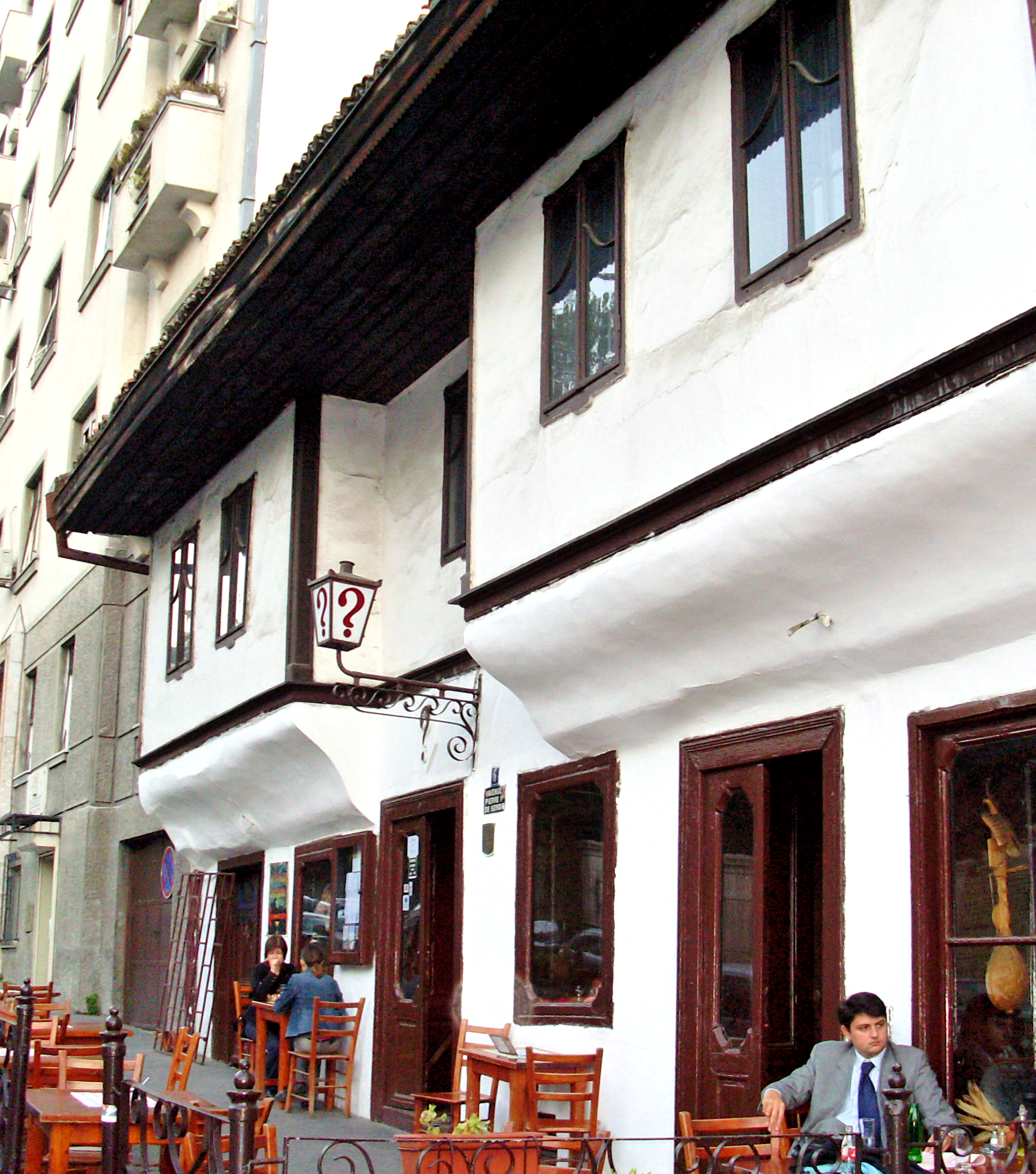
Das Café ? gegenüber der Stadtkathedrale von 1823

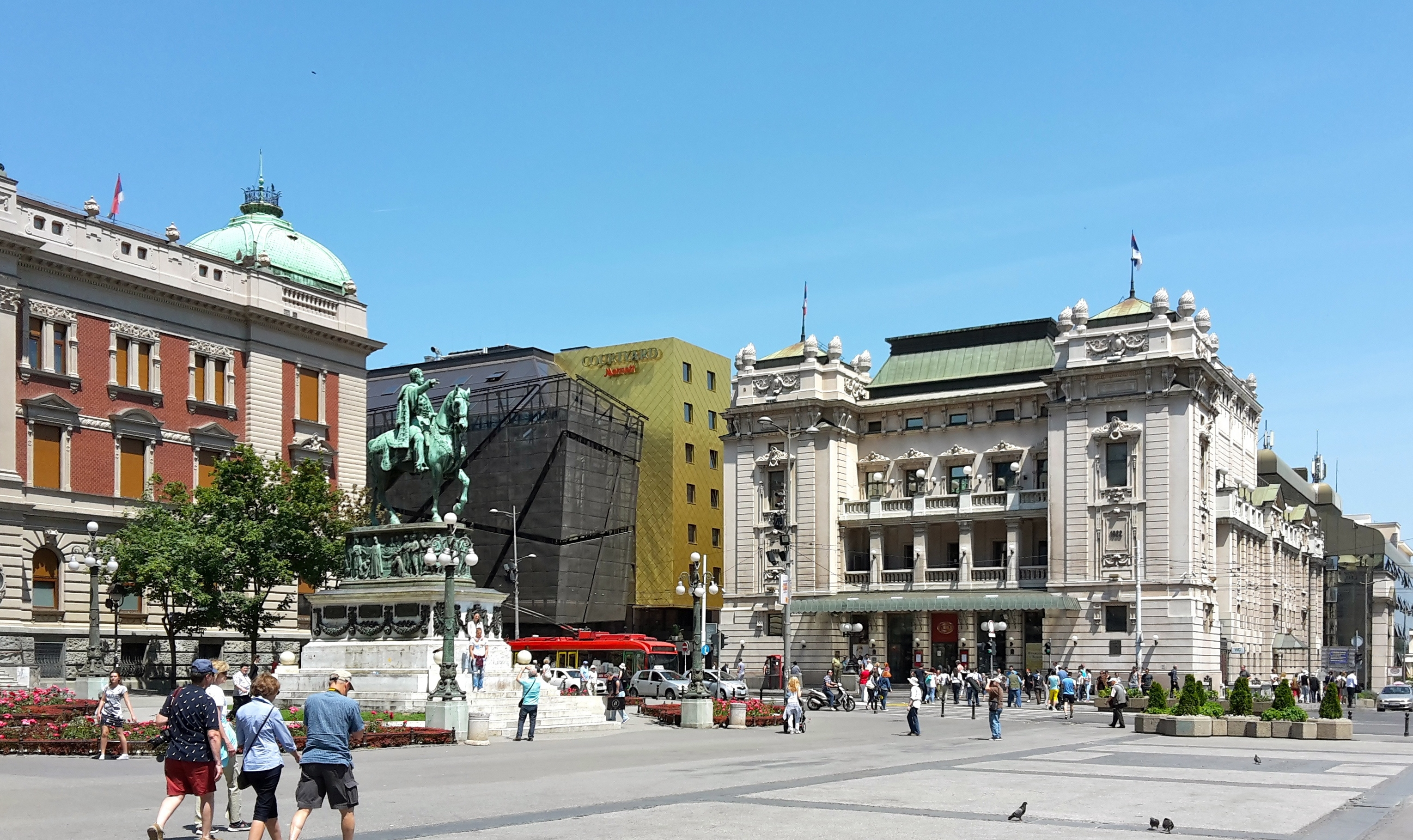
Der Trg Republike mit Nationaltheater

Stari Grad (serbisch-kyrillisch Стари Град, deutsche Übersetzung: Altstadt) ist der älteste Ortsteil Belgrads und einer von 17 Stadtbezirken die Belgrad, die Hauptstadt Serbiens, bilden. Das historische Herz Belgrads liegt in Stari Grad.

## Stadtbild
Stari Grad wird durch vier eigene urbane Einheiten geprägt, die die Stadtentwicklung vom 15. Jahrhundert bis zur ersten Hälfte des 20. Jahrhunderts widerspiegeln. Der eigentliche Kern von Stari Grad ist der Stadtteil, der sich seit dem 16. Jahrhundert vom Park Kalemegdan bis zur ehemaligen Stadtmauer (sie beschrieb das Rechteck zwischen der Straße Cara Dusana, Francuska, Obiličev Venac und Kosaničev Venac) erstreckt.
Die Anlage der Festung von Belgrad mit Ober- und Unterstadt entstammt in ihrer jetzigen Form den Ausbauten im 15. und 18. Jahrhundert. Vor der Festung liegt der Kleine und Große Kalemegdan. Das Viertel auf der Donauterrasse, Dorčol, galt als ehemaliges Judenviertel. Die nach der Schleifung der Stadtmauer nach 1868 neu errichteten Stadtteile von Stari Grad reichen bis zur Takovska ulica und Ulica Kneza Miloša.
Der älteste Teil von Stari Grad ist durch Altbauten und die Kirche Saborna crkva mit dem serbisch-orthodoxen Patriarchat sowie das Serbische Nationalmuseum, das Serbische Nationaltheater am Trg Republike sowie die Prachtstraße Knez Mihailova ulica und das Kapetan Misino Zdanje am Studentski trg geprägt. Auch die letzte Moschee der Stadt, die Bajrakli džamija, liegt hier. In den nach 1868 erweiterten Bereichen liegt der Botanische Garten Jevremovac, das Parlament Serbiens sowie das Alte und Neue Königsschloss.

## Geographie
Auf einem Kalkfelsen 50 m über der Savemündung in die Donau liegt die 50 ha große Festung von Belgrad. Auf dem ehemaligen Glacis liegt heute der größte Park im Stadtteil Stari Grad, der Kalemegdan.

### Bevölkerung
Wie die anderen zwei alten Stadtteile im Stadtzentrum (Savski Venac und Vračar) ist die demographische Entwicklung in Stari Grad seit Jahrzehnten durch eine starke Bevölkerungsabnahme geprägt, bleibt aber nach wie vor eine der am dichtesten besiedelten Bezirke in Serbien. Nach dem Zensus von 2002 lebten in Stari Grad 55.543 Einwohner (7.935 Einwohner je Quadratkilometer), verglichen mit 96.517 (13.788 Einwohner je Quadratkilometer) im Jahr 1971.
Bevölkerungsentwicklung von Stari Grad:
- 1961 – 96.517
- 1971 – 83.742
- 1981 – 73.767
- 1991 – 68.552
- 2002 – 55.543 (57,5 % der Zählung 1961)

Ethnien (2002):
- Serben – 48.027 oder 86,47 %
- Jugoslawen – 1.404 oder 2,53 %
- Montenegriner – 1.031 oder 1,86 %
- Kroaten – 409 oder 0,74 %
- Mazedonier – 308 oder 0,55 %
- Roma – 305 oder 0,55 %

### Geschichte
Obwohl der älteste Teil von Belgrad, ist der Stadtteil als einer der letzten gebildet worden. Stari Grad entstand durch Zusammenlegen der Bezirke Skadarlija und eines Teils vom Bezirk Terazije am 1. Januar 1957.

### Partnerstädte
Partnerstädte von Stari Grad sind:
- Germasogia, Zypern
- Kotor, Montenegro
- Staré Mesto, Bratislava, Slowakei
- Centar, Skopje, Nordmazedonien
- Erzsébetváros, Budapest, Ungarn

### Stadtteile
| - Andrićev Venac - Dorćol - Jalija - Jevremovac | - Kalemegdan - Kopitareva Gradina - Kosančićev Venac - London | - Skadarlija - Stari Grad - Studentski Trg - Terazije | - Terazijska Terasa - Trg Nikole Pašića - Trg Republike |